# Livin' on Love
"Livin' on Love" é uma canção escrita e gravada pelo cantor country Alan Jackson. Foi lançada em agosto de 1994 como o segundo single de seu álbum Who I Am. No final de 1994, tornou-se seu nono hit número um nas paradas country da Billboard. Também chegou a número 1 no Bubbling Under Hot 100.

## Recepção crítica
Thom Jurek da Allmusic descreveu a canção favoravelmente, chamando-a de "um ritmo mediano honky tonker com um rabeca assassina, telecasters cortando no meio, e letras que tornam seu tema sentimental um assunto palatável". Kevin John Coyne do Country Universe deu a canção um classe B+, chamando-a de "tão cativante, tão charmosa, e tão cheia de pequenos detalhes 	
divertidos". Ele prossegue dizendo que perdoa Jackson por "roubar Two Sparrows in a Hurricane tão flagrantemente". 

## Posições nas paradas
"Livin' on Love" estreou na U.S. Billboard Hot Country Singles & Tracks durante a semana de 3 de Setembro de 1994.
| Parada (1994)                                 | Melhor posição |
| --------------------------------------------- | -------------- |
| Canada Country Tracks (RPM)                   | 1              |
| US Bubbling Under Hot 100 Singles (Billboard) | 1              |
| Estados Unidos (Billboard Hot Country Songs)  | 1              |

### Paradas de fim de ano
| Parada (1994)               | Posição |
| --------------------------- | ------- |
| Canada Country Tracks (RPM) | 19      |